# Флавий Галикан
Вижте пояснителната страница за други личности с името Галикан.
Флавий Галикан или Свети Галикан (на латински: Flavius Gallicanus; san Gallicano; † 362 в Александрия) e политик на Римската империя.
Флавий Галикан според житието (Актата на светците) Acta Sancti Gallicani (Iulii VII 31) бил военен комендант на Тракия в Пловдив (Filippopoli) по времето на Константин Велики. През 330 г. Флавий Галикан е консул заедно с Аврелий Валерий Тулиан Симах.
След това Галикан приема християнството от Светите Йоан и Павел († 26 юни между 361 и 363 в Рим). Той отива със Свети Хиларин в Остия и се посвещава на настаняването и на болните. Всички виждали как бившият патриций и консул миел краката на бедните, слагал масата, поливал вода на ръцете им. Скоро след това той е изгонен от Юлиан Апостат (упр. 361 – 363) и отива в Александрия, Египет. Когато там е задължен от съдията Рауциан да направи императорска жертва и отказва това, той е прободен с меч.
Свети Галикан е споменат като дарител на Базиликата на Константин в Остия. В Египет той живял като еремит. Неговите реликви са почитани в Sant’Andrea della Valle в Рим.
Свети Галикан се чества на 25 юни.
Да не се бърка с Овиний Галикан (консул 317 г.).